# ジョージ・P・L・ウォーカー
ジョージ・パトリック・レオナード・ウォーカー（George Patrick Leonard Walker FRS、1926年3月2日 – 2005年1月17日）は、イギリスの地質学者、火山学者である。火山砕屑堆積物の研究で知られる。
ロンドンで生まれた。北アイルランドで育った。ベルファストのクイーンズ大学で学んだ後、リーズ大学で博士号を得た。1954年からインペリアル・カレッジ・ロンドンで講師を務めた。1975年王立協会フェロー選出。1978年からは、ニュージーランドのオークランド大学で研究をおこない、その後ハワイ大学の火山学の教授を務めた後、イギリスに戻った。
溶岩と水の相互作用により生じる、アイスランドの沸石の研究に始まり、火山砕屑堆積物の研究に貢献した。

## 受賞歴
- 1977年: ファルコン勲章（アイスランド）
- 1989年: ソラリンソン・メダル（国際火山学及び地球内部化学協会）
- 1995年: ウォラストン・メダル（ロンドン地質学会）

## ジョージ・ウォーカー賞
国際火山学及び地球内部化学協会（International Association of Volcanology and Chemistry of the Earth's Interior：略称 IAVCEI）はジョージ・ウォーカー賞を創設した。
- 2004年: Costanza Bonadonna
- 2008年: Diana C. Roman
- 2008年: 前野深 (Fukashi Maeno)